# Petzita
La petzita es un mineral de la clase de los minerales sulfuros. Fue descubierta en 1845 en las minas de Săcărâmb, en el distrito de Hunedoara (Rumania), siendo nombrada así en honor de W. Petz, químico que primero analizó este mineral.

## Características químicas
Es un telururo anhidro de plata y oro, con mayor proporción de cationes de metales que de aniones de telururo.
Además de los elementos de su fórmula, suele llevar como impurezas: mercurio y cobre.

## Formación y yacimientos
Se forma junto a otros mineales telururos en vetas de los yacimientos de oro.
Suele encontrarse asociado a otros minerales como: oro nativo, hessita, sylvanita, krennerita, calaverita, altaíta, montbrayita, melonita, frohbergita, tetradimita, rickardita, vulcanita o pirita.

## Usos
A pesar de su rareza es muy buscado en los yacimientos que puede aparecer, por el valor de los metales que lleva, siendo extraído en muchas minas por todo el mundo.